# كريستوفر ريتش
كريستوفر ريتش (بالإنجليزية: Christopher Rich)‏ هو ممثل أمريكي، ولد في 16 سبتمبر 1953 في الولايات المتحدة.

## أعمال

### مسلسلات
- الساحرة المراهقة سابرينا
- المربية
- ربات بيوت يائسات
- عالم آخر

## وصلات خارجية
- كريستوفر ريتش على موقع IMDb (الإنجليزية)
- كريستوفر ريتش على موقع ألو سيني (الفرنسية)
- كريستوفر ريتش على موقع أول موفي (الإنجليزية)
- كريستوفر ريتش على موقع قاعدة بيانات برودواي على الإنترنت (الإنجليزية)
- كريستوفر ريتش على موقع قاعدة بيانات الأفلام السويدية (السويدية)
- كريستوفر ريتش على موقع إن إن دي بي (الإنجليزية)
- كريستوفر ريتش على موقع قاعدة بيانات الفيلم (الإنجليزية)
- كريستوفر ريتش على موقع كينوبويسك (الروسية)